# Bupleurum triradiatum
Bupleurum triradiatum är en flockblommig växtart som beskrevs av Johannes Michael Friedrich Adam och Franz Georg Hoffmann. Bupleurum triradiatum ingår i släktet harörter, och familjen flockblommiga växter. Utöver nominatformen finns också underarten B. t. adamsii.